# Riom
 Riom  es una comuna francesa del departamento de Puy-de-Dôme, en la región de Auvernia-Ródano-Alpes. Es la subprefectura de su distrito y chef-lieu de los cantones de Riom-Est y Riom-Ouest.

## Demografía
| 12 152                    | 13 328 | 14 114 | 12 584 | 12 379 | 11 473 | 12 259 | 12 845 | 12 386 | 11 976 | 10 863 | 10 401 | 10 770 | 10 801 | 10 304 | 10 309 | 11 189 | 11 131 | 11 061 | 10 627 | 10 561 | 10 435 | 10 944 | 11 042 | 11 425 | 12 975 | 12 664 | 14 418 | 15 467 | 17 071 | 18 346 | 18 793 | 18 548 | 18 040 |
| (Fuente: INSEE y Cassini) |        |        |        |        |        |        |        |        |        |        |        |        |        |        |        |        |        |        |        |        |        |        |        |        |        |        |        |        |        |        |        |        |        |

## Hermanamientos
- Algemesí (España)